# Подільське (Вінницький район)
Подільське (до 1939 — Рачки, у 1939—2016 — Кірове, у 2016—2019 — Рачки) — село в Україні, у Немирівській міській громаді Вінницького району Вінницької області. Населення становить — 1452 осіб.
Село Рачки було засноване приблизно в XVII столітті переселенцями з м. Немирова. Площа землі КСП «Україна» — 2582 га, у тому числі ріллі — 1737 га. Ґрунти — суглинкові. Багато фруктових садів з перевагою яблунь, груш, слив, вишень. Головне заняття — землеробство, тваринництво.

## Географія
У селі бере початок  річка Рачка, права притока Пилипчихи.
Біля села знаходиться гідрологічний заказник місцевого значення Осоковий

## Історія
Сліди існування людини на території села належать до періоду палеоліту (стародавньої кам'яної доби). Характеризується він примітивними знаряддями праці, що їх виготовляли з каменю та присвоювальними видами формами господарювання — збиральництвом та полюванням.
На території села знайдено примітивні, грубо зроблені кам'яні (переважно з кременю) знаряддя праці. Знайдено чимало пам'яток періоду неоліту (нової кам'яної доби).
За Андрусівським перемир'ям 1667 року, Немирівщина відійшла до Польщі. В 1670 році Немирів відвоював гетьман Петро Дорошенко, а 1671 року був змушений його залишити перед переважаючими силами польського магната Яна Собеського. Дорошенко ще раз відвоював місто, але був змушений згодом його здати. У 1702—1704 роках населення Немирівщини брало активну участь у повстанні проти польсько-шляхетського гніту під приводом козацьких полковників Палія і Самуся, а в 1768 році — у народному повстанні — Коліївщині.
У 1793 році Немирівщина у складі Правобережної України відійшла до Росії. Село входило до складу Рубанської волості Брацлавського повіту.
У 1862 році була відкрита двокласна школа для грамоти хлопчиків селян, а в 1897 році на кошти священика Гіньковського в селі було відкрито школу грамоти для дівчаток.
У 1879 році в селі проживало 1204 особи, в 1906 – 2167 осіб, а в 1923 — вже 2766 осіб.
7 березня 1923 року село ввійшло до складу новоутвореного Немирівського району Вінницької округи. У 1929 році в селі організовано колгосп «Пам'яті Леніна».
19 травня 2016 року село перейменоване на Рачки.
30 жовтня 2019 року Верховна Рада України перейменувала село Рачки на село Подільське.
Відповідно до Розпорядження Кабінету Міністрів України від 12 червня 2020 року № 707-р «Про визначення адміністративних центрів та затвердження територій територіальних громад Вінницької області» село Монастирок увійшло до складу Немирівської міської громади.
19 липня 2020 року, в результаті адміністративно-територіальної реформи та ліквідації Немирівського району, село увійшло до складу Вінницького району.

## Відомі люди
В селі народилися:
- Балінський Іван Мартинович (1879—1927) — український історик і правознавець, батько ембріолога Бориса Балінського.
- Ніколаєнко Марія Харитонівна (нар. 1936) — Герой Соціалістичної Праці.
- Орленко Микола Іванович (нар. 1947) — український будівельник-реставратор, Герой України.
- Карнаух В.Б. — воїн-захисник України, учасник російсько-української війни.[8]